# Halfway Around the World
«Halfway Around the World» es el segundo sencillo del grupo A-Teens de su segundo álbum Teen Spirit.
Después de que el grupo viajara literalmente al otro lado del mundo para promocionar su álbum Teen Spirit, lanzaron su segundo sencillo con mediano éxito. Este sencillo alcanzó a ser el número uno en Suecia y Japón. Después de un par de semanas en el Top Ten, logró obtener un Disco de Oro. La canción se colocó también en las listas de Asia y América Latina, alcanzando el puesto número nueve en México, el número diecisiete en la Argentina, el número diez en Chile, el número dos en Perú, el número 8 en Australia, el número 15 en Francia y el número 30 en Reino Unido.
El sencillo fue lanzado en el lado B del disco "Can't Stop the Pop", que fue lanzado por primera vez en la edición japonesa del álbum.
El sencillo se demoró en ser lanzado en el Reino Unido junto con el álbum. Cuando finalmente se lanzó, sólo alcanzó el número treinta en las listas.

## Videoclip
El vídeo se estrenó en febrero de 2001 y fue dirigida por Mikadelica. En él se muestra a los A-Teens en diferentes partes del mundo (en Perú, París, en alguna parte del norte, y en China). La trama ocurre durante diferentes estaciones del año, pero todo esto termina en un plató. También hay una historia de amor entre dos de los miembros del grupo.

## Lanzamiento
Sencillo en CD (Europa)
1. «Halfway Around the World» [Versión de Radio] - 3:36
2. «Can't Stop the Pop» - 3:00

Maxi-CD en Europa / México
1. «Halfway Around the World» [Versión de Radio] - 3:36
2. «Halfway Around the World» [Halfway Around The Earth Mix Extenso por Earthbound] - 6:20
3. «Halfway Around the World» [Mix por M12 Massive Club] - 6:35

Vídeo: Upside Down
CD UK
1. «Halfway Around the World» [Versión de Radio] - 3:41
2. «Gimme! Gimme! Gimme! (A Man After Midnight)» - 3:56
3. «Halfway Around the World» [Remix por Almighty Definitive] - 7:45

Vídeo: Halfway Around the World
Casete UK 
1. «Halfway Around the World» [Versión de Radio] - 3:41
2. «Gimme! Gimme! Gimme! (A Man After Midnight)» - 3:56
3. «Halfway Around the World» [Remix por Almighty Definitive] - 7:45

Promo CD
1. «Halfway Around the World» [Versión de Radio] - 3:36